# La sin ventura
La sin ventura es una película de melodrama mexicana de 1948 dirigida por Tito Davison y protagonizada por María Antonieta Pons, Rafael Baledón y Alma Rosa Aguirre.

## Argumento
Historia de un romance de una sofisticada vedette que no es permitido por la sociedad. Ella hará hasta lo imposible por salvar su amor. 

## Reparto
- María Antonieta Pons
- Rafael Baledón
- Alma Rosa Aguirre
- Fernando Casanova
- Tito Junco
- Fanny Schiller
- Conchita Gentil Arcos
- Lilia Prado
- Conchita Carracedo
- José Baviera
- Roberto Cobo
- Ana María González